# یانگ شیسن
یانگ شیسن (انگلیسی: Yang Shisen؛ زادهٔ ۲۰ مارس ۱۹۵۸) شمشیرباز اهل چین بود. وی در بازی‌های المپیک تابستانی ۱۹۸۴ شرکت کرده‌است.